# Herzberg (Ostprignitz-Ruppin)
Herzberg (pronunciación en alemán: /ˈhɛʁt͡sˌbɛʁk/ⓘ) es un municipio situado en el distrito de Prignitz Oriental-Ruppin, en el estado federado de Brandeburgo (Alemania), a una altitud de 46 metros. Su población a finales de 2016 era de unos 700 habs. y su densidad poblacional, 35 hab/km².